# Мечеть Ашура
Мечеть Ашура или Лезгинская мечеть — мечеть XII века в Ичери-шехер, Баку. Расположена на улице Асафа Зейналлы. 

## История
Мечеть была основана в 1169 году.

### О названии
Азербайджанский историк Сара Ашурбейли говорит, что эта мечеть получила название в средневековье от Лезгинского квартала.

### Мастер Ашур
Советский искусствовед, Леонид Бретаницкий утверждает, что наджжар (плотник) устад (мастер) Ашур, сын Ибрагима, является автором михраба Лезги-мечети в Баку. То же самое говорит и Сара Ашурбейли:"...Внутри мечети над мехрабом имеется надпись с датой 567 г. х. (1171—1172 г. н. э.) и именем мастера художественной резьбы — устад-наджжара Ашура сына Ибрагима Бакуйи...".

## Архитектура и интерьер
Мечеть Ашура имеет форму параллелепипеда и лишено минарета. Здание сложено из хорошо обтёсанных камней. Внутри оно представляет собой удлинённую четырёхугольную комнату, перекрытую стрельчатым сводом, и выглядит как типичная жилая комната апшеронского типа. На южной стороне здания имеются два небольших окна, вход в мечеть украшен стрельчатой аркой, ведущей в молельный зал. 
В 1970 году прошли реставрационные работы в мечети и после археологических раскопок были обнаружены две полукруглые арки, принадлежащие к периоду Сасанидов в Албании. Эти арки находятся в южной части мечети.